# Phytoseius bakeri
Phytoseius bakeri är en spindeldjursart som beskrevs av Chant 1959. Phytoseius bakeri ingår i släktet Phytoseius och familjen Phytoseiidae. Inga underarter finns listade i Catalogue of Life.